# 新竹市北區載熙國民小學
新竹市北區載熙國民小學是位於臺灣新竹市北區的國民小學，學校得名於駕駛U-2飛機失事殉職的空軍軍官吳載熙。

## 學校沿革
- 1946年8月創校於上海江灣基地。
- 1949年8月遷校於新竹，分設一、二部，於新竹公園湖畔料亭及縣黨部旁。
- 1950年8月合併一、二部，利用空軍二十大隊營址（現在校址）正式成立空軍總司令部附設新竹小學，命王聖安先生為首任校長。
- 1966年8月1日為了紀念駕駛U-2飛機失事殉職於台中水湳機場的空軍軍官吳載熙，奉令改為新竹縣新竹市載熙國民學校，蒙時任國防部長蔣經國圈選校名並親題校牌。
- 1968年臺灣實施九年國民義務教育，8月校名改為新竹縣新竹市載熙國民小學。
- 1982年7月1日新竹市升格為省轄市，改名為新竹市立載熙國民小學。[1][2][3]

## 校歌與校徽
校歌是由第六任校長余衡岳作詞作曲，歌詞講述載熙的學子不論來自何方，都能情同手足，一起學習，將來用雙手為國家效力。
校徽圖案構成：中心是一朵紅蕊梅花，兩旁是一對黃色飛鷹翅膀，周圍圍繞著三片綠色竹葉。梅花代表中華民國，飛鷹翅膀代表空軍，竹葉則代表新竹。

## 歷任校長
資料來源：
| 任數     | 姓名   | 任期                 |
| -------- | ------ | -------------------- |
| 第一任   | 王聖安 | 1950年8月-1951年7月  |
| 第二任   | 鄭韻琴 | 1951年8月-1953年7月  |
| 第三任   | 楊殷山 | 1953年8月-1955年1月  |
| 第四任   | 黃 闓  | 1955年2月-1957年7月  |
| 第五任   | 劉 懋  | 1957年8月-1964年7月  |
| 第六任   | 余衡岳 | 1964年8月-1976年8月  |
| 第七任   | 姚澄瀛 | 1976年9月-1983年9月  |
| 第八任   | 蔡華燉 | 1983年10月-1993年1月 |
| 代理     | 鄭清桓 | 1993年2月-1993年7月  |
| 第九任   | 賴興烰 | 1993年8月-1999年1月  |
| 第十任   | 鄭義雄 | 1999年2月-2007年1月  |
| 第十一任 | 詹良文 | 2007年2月-2011年1月  |
| 第十二任 | 王國生 | 2011年2月-2018年7月  |
| 第十三任 | 陳嚴坤 | 2018年8月-2023年7月  |
| 第十四任 | 莊傑志 | 2023年8月-迄今       |

## 學校特色

### 教科書循環利用
2014年10月，新竹市政府教育處鼓勵轄下國民中小學教科書循環回收再利用，以減緩造紙所需的自然資源消耗，訂定回饋獎助辦法，將所執行節省下經費的1/4作為補助款，供參與學校購置教學設備，載熙國小乃是前一年達成節省250萬元目標的15所學校之一。

### 減速塗料標線
2015年8月，新竹市政府引進高性能紅色減速塗層鋪面標線，使用於校園周邊道路，選定載熙國小試辦，市長林智堅表示，這種減速塗層鋪面的面積大、紅色色彩鮮豔，除有視覺上的減速警示作用，抗滑係數比傳統塗料高出一倍，可警示行經的汽、機車減速慢行，且即使緊急煞車或下雨天路面濕滑，也不會打滑，可打造學童安全上學環境。

## 知名校友
- 閻荷婷：臺灣「群星會」歌手，有「藝術歌后」之稱。[9]